# Shag Rocks
Le Shag Rocks (shag in inglese significa «marangone» o «cormorano») sono un gruppo di isole dell'Atlantico meridionale, situato circa 250 chilometri a ovest della Georgia del Sud e circa 1.000 chilometri a est delle isole Falkland. Complessivamente ricoprono una superficie di 0,2 km². Il gruppo è formato da sei isole rocciose e appartiene politicamente al Territorio britannico d'oltremare della Georgia del Sud e Isole Sandwich Australi, ma è anche rivendicato dall'Argentina. 16 km a sud-est delle Shag Rocks si trova la Black Rock a 53°39′S 41°48′W.

## Geografia
Le sei isole rocciose si innalzano ripide fuori dall'acqua e raggiungono un'altezza di quasi 75 metri. La superficie totale del gruppo è di soli 20 ettari (0,2 km²).
Le Shag Rocks e la Black Rock, come molte isole delle Antille australi, che collegano la Terra del Fuoco con la Penisola Antartica, sono di origine vulcanica.
Le isole sono completamente disabitate, ma di tanto in tanto vengono visitate per ragioni scientifiche o turistiche. Tuttavia, le visite turistiche sono molto rare a causa del clima particolarmente rigido. Le temperature variano tra -5 e 15 °C. La loro posizione in mezzo all'Atlantico meridionale, nella regione dei Cinquanta urlanti, è tale che vengono spazzate durante tutto l'anno dai violenti e freddi venti occidentali.

## Flora e fauna
Sul terreno roccioso di queste isole non crescono piante superiori, ma il suolo è ricoperto da muschi e licheni. Alghe brune crescono ai piedi delle rocce. L'avifauna è numerosa, specialmente prioni e albatri. Le isole devono il nome alle migliaia di cormorani imperiali, in inglese Imperial Shags, che vivono qui.

## Storia
Le isole furono scoperte probabilmente nel 1762 da José de la Llana, che dette loro il nome della sua nave, Aurora. Tuttavia, ancora oggi non è chiaro se quelle che battezzò isole Aurora fossero davvero le Shag Rocks. L'arcipelago fu riscoperto nel 1819 dal cacciatore di foche americano James Sheffield a bordo dell'Hersilia, che diede al gruppo di isole il suo nome attuale. I primi a sbarcarvi furono i membri dell'equipaggio di un elicottero argentino nel 1956. L'Argentina rivendica tuttora oggi l'arcipelago, chiamato anche Islas Aurora, nonostante questo non sia stato occupato durante la guerra delle Falkland del 1982.